# Neoantistea yu
Espèce
Neoantistea yu est une espèce d'araignées aranéomorphes de la famille des Hahniidae.

## Distribution
Cette espèce est endémique de Chongqing en Chine,. Elle se rencontre dans les xians de Chengkou et de Wuxi.

## Description
Le mâle holotype mesure 2,34 mm et la femelle paratype 2,08 mm, les mâles mesurent de 2,34 à 2,93 mm et les femelles de 2,08 à 2,66 mm.

## Systématique et taxinomie
Cette espèce a été décrite par Wang et Zhang en 2025.

## Étymologie
Son nom d'espèce lui a été donné en référence au lieu de sa découverte, Yu.

## Publication originale
- Wang & Zhang, 2025 : « Two new species of the genus Neoantistea (Araneae: Hahniidae) from northeast of Chongqing, China. » Zootaxa, no 5652(1), p. 136-143.